# 賓臣 (商人)
賓臣，OBE，JP[?]（1896年1月21日—1972年11月17日），英國殖民地銀行家，1937年2月至1952年7月擔任有利銀行香港經理，退休後於1953年3月至1967年9月出任英皇御准香港賽馬會主席。
賓臣1919年加入有利銀行，曾在馬來亞、新加坡和檳城等地工作前後17年，1937年2月調任香港經理，任內經歷第二次世界大戰，1941年香港淪陷的時候雖然他正好身在外地，但當1945年香港重光後，他立即返回香港負責重整銀行業務。戰後，他籌劃香港總行的重建計劃，但總行新廈要到他退休後的1953年12月才告落成啟用。在任經理期間，他還曾獲港府奉委非官守太平紳士，戰後曾兩度暫任行政局非官守議員。
退出有利銀行後，賓臣決定以香港為家，除了擔任多家工商機構的主席和董事職務，又熱心從事社會公職，並特別關注兒童福利，當中包括在1953年至1964年出任兒童法庭法官，任內他常對犯事的貧苦家庭兒童予以特別體恤。另外，他曾任香港遊樂場協會會長、香港保護兒童會執行委員會委員，以及參與香港兒童安置所和香港童軍總會等組織的工作。賓臣還早於1940年參與草創香港防癆會，同時出任該會義務司庫，戰後他於1948年出任該會董事一職，翌年更獲選為董事會副主席，後來於1963年出任主席，到1964年6月退休。在防癆會任職的他更會逢星期日專門到律敦治療養院的兒童病房，探望染上肺病的兒童。
熱愛賽馬和馬球運動的賓臣也曾任香港馬會主席前後14年，任內他大力推動馬會的慈善事業，他不單止促成馬會先後作出多筆捐款，而且在1959年成立香港賽馬會（慈善）有限公司，使馬會的捐款計劃變得更系統化。為了肯定馬會的慈善工作，英廷特於1960年向馬會賜予「皇家」名號，使之升格為英皇御准香港賽馬會。同時間，賓臣任內見證賽馬博彩活動日益平民化，雖然馬會唯一的跑馬地馬場在賽馬日經常滿座，惟馬場看台擴建和興建新馬場的計劃，都要在他卸任以後才得以實現。另一方面，儘管面對外圍馬的問題，但一方面香港政府否決由馬會開設場外投注站的建議，另方面賓臣也反對業餘賽馬活動職業化，結果這些建議同樣要到賓臣卸任主席後才得以落實。賓臣任內還先後發生司馬克、李路和何煒航三名騎師墮馬身亡的慘劇，皆轟動馬圈一時。

## 生平

### 早年生涯
賓臣是威爾斯牛橋（Cowbridge）人，1896年1月21日生於英國倫敦米德爾塞克斯漢恩西（Hornsey，後併入夏靈基自治鎮），父親名叫威廉·泰勒·本森（William Tyler Benson），曾任倫敦及地方銀行（London and Provincial Bank）分行經理，母親名叫梅·格特魯德·格溫（May Gertrude Gwyn）。他在家中四兄弟當中排行第二，大哥威廉·羅伊·格溫·本森（William Roy Gwyn Benson，1895年－1916年）曾先後任職於南非標準銀行和滿地可銀行，第一次世界大戰在1914年爆發後從軍，隨後加入南斯塔福德郡軍團（South Staffordshire Regiment），1916年7月於法國維米陣亡，終年僅21歲，身後葬於蘇謝的紅歌廳墳場（Cabaret-Rouge Cemetery）；至於三弟威爾弗雷德·本森（Wilfred Benson，1899年－1963年）畢業於劍橋大學耶穌學院，曾先後任職於國際勞工組織和聯合國，1942年首創以「欠發達」（"underdevelopment"）一詞形容落後國家；而四弟格溫·本森（Gwyn Benson，1904年－1977年）也同樣畢業於劍橋大學耶穌學院，後來移民加拿大於沙威尼根瀑布城（Shawinigan Falls）從事化學研究和化工業務。
賓臣早年跟隨兄長入讀倫敦夏靈基低地學校（Hackney Downs School），在學期間曾於1909年修讀軍用訊號課程。一次大戰在1914年爆發後，他以二等兵身份加入西敏龍騎兵B中隊，起初於埃及服役，後來於1915年轉往鄂圖曼帝國加里波利半島參與達達尼爾戰役，期間在加里波利作戰時受傷，被一枚射穿數重沙包的子彈打中顎部，事後於9月9日送返英國艾克希特，並在9月27日接受手術。賓臣在霍尼頓休養康復後，復於1916年以中尉身份加入兄長生前所屬的南斯塔福德郡軍團，後來也曾在法國等地服役，直到一戰在1918年完結為止。

### 有利銀行
一戰完結後，賓臣旋於1919年加入在印度和馬來亞擁有龐大業務網絡的英國有利銀行，最初被派往新加坡分行，由低做起，1920年調赴馬來聯邦吉隆坡，1922年再調到馬來屬邦吉蘭丹工作。此後，除了有一段短時間外調到美國紐約以外，他主要都在馬來亞、檳城和新加坡工作，後來又升任檳城分行經理，並於1935年6月在英皇壽辰授勳名單獲當局受封檳城非官守太平局紳。加入有利銀行工作17年後，賓臣於1936年獲指派接替堅地尼（Robert Kennedy）出任有利銀行香港經理一職，並於1937年2月正式到任，1938年5月又獲港府奉委非官守太平紳士。雖然有利銀行的業務主要分佈於印度和馬來亞，但銀行早於1857年來港開業，是第二家來港開業的銀行。在第二次世界大戰以前，有利銀行已經是香港三家發鈔銀行之一，因此賓臣在任經理期間也曾經代表該行簽發鈔票。不過，相比起香港上海匯豐銀行和渣打銀行另外兩家發鈔銀行，有利銀行流通的鈔票只屬少數。

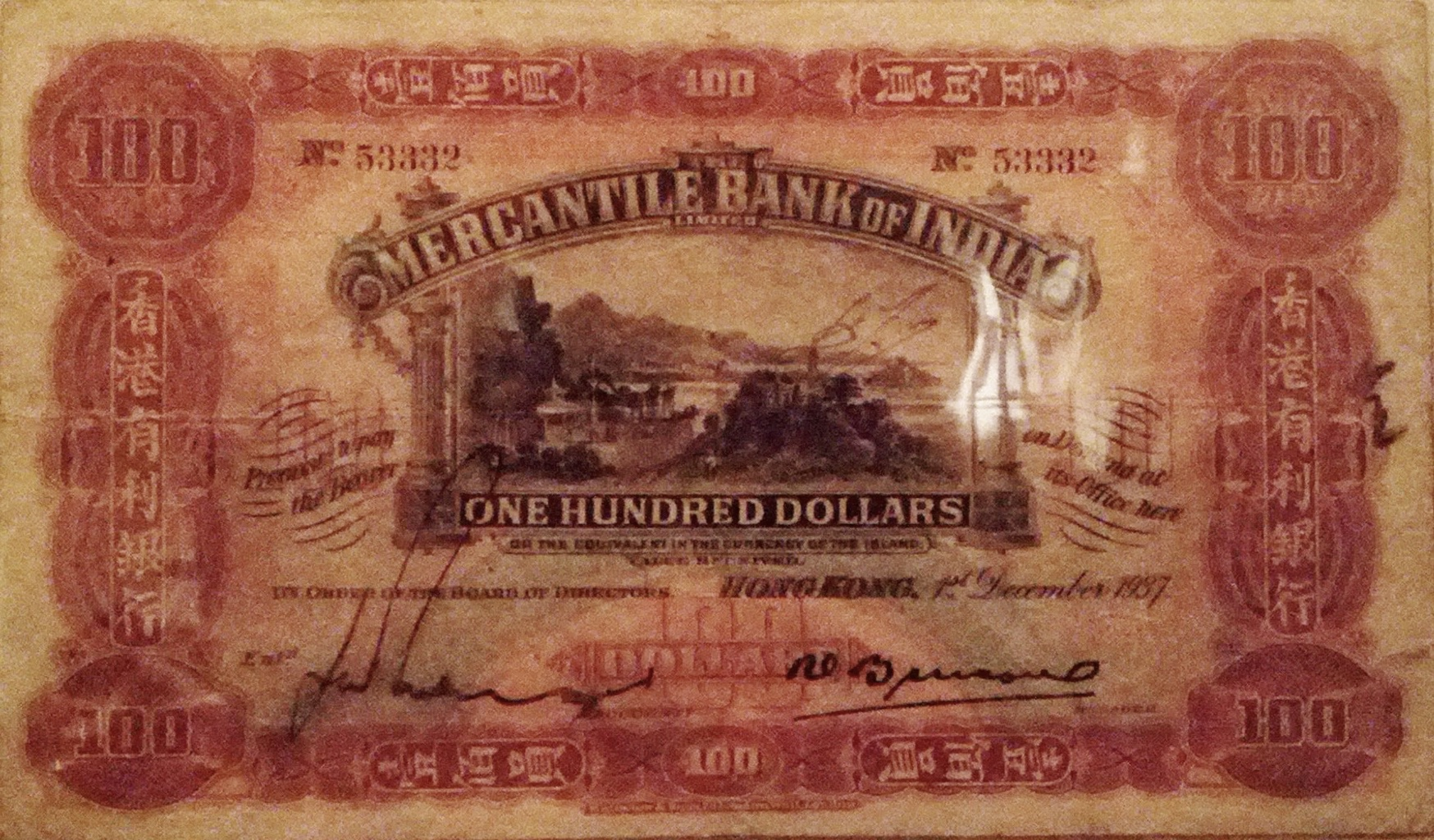
香港有利銀行於1937年發行的一百元紙幣，由該行經理賓臣簽發（見右下方簽名）

1941年12月日本入侵香港，香港保衛戰一觸即發，同年12月25日，香港淪陷，標誌著三年零八個月的日治時期展開，銀行業務陷於停頓。日軍進軍香港時，賓臣正好不在香港，所以他在香港淪陷後未遭日軍拘禁。淪陷期間，賓臣曾留在澳洲等地，直到1945年8月日本無條件投降和香港重光後，他旋於三星期內趕返香港，當時回港的路途上仍在進行掃雷工作。此外，有利銀行位於皇后大道中七號的總行大廈在日治時期一度被日本三井物產會社佔用，直到重光後，有利銀行才得以重新收復總行。幸好經點算後，該行所有戰前記錄和證券等資產皆原好無缺，這使得賓臣在1945年10月返抵香港主持大局後，銀行能夠在同月立即恢復營業。
重光初期，有利銀行須要面對多方面的挑戰，由於當時物資短缺，極須依賴美國進口貨品，這導致市面上流通的美元愈來愈少，造成銀行面對美元短缺的問題，有關現象要到稍後生產恢復和本地重新發行貨幣後，問題才逐漸改善。同時間，有利銀行在重光初期採取特別措施支援銀行的工商和個人客戶，以解燃眉之急，當中包括向主要工商客戶提供即時透支，至於其他個人存戶如可證明戰前曾經於銀行存有存款，也獲准透支報稱戶口結餘最多六成。不過，有關措施並不適用於牽涉有問題資產的戶口，尤其是那些懷疑在戰時透過不當手段取得的資產。另一方面，有利銀行戰後面臨人手短缺和招聘困難的情況，雖然賓臣任內曾多番致函總行，要求儘快從英國增聘人手，但總行方面始終未能有效配合，人手短缺的問題某程度上迫使賓臣須要縮減業務，導致有利銀行未能在戰後香港百業復甦之下快速擴展。
賓臣在任有利銀行香港經理前後15年，到1952年7月退休，由區樂臣（Alexander Godfrey Donn）接任，退休後他決定留港生活。卸任前夕，賓臣又著手籌劃香港總行的重建計劃，一戰期間興建、有30多年歷史的總行舊廈遂於1952年8月開始清拆，而樓高10層的新總行大廈則於1953年12月落成啟用，惟當時賓臣已經退休。雖然如此，隨著二戰以後印度和巴基斯坦等新興國家紛紛從英國獨立，有利銀行受限於這些國家制訂的嚴格規管和高稅率政策，進一步打擊該行在這些傳統主要市場的收益，導致其發展受到很大的限制。賓臣卸任後數年，有利銀行便在1959年被匯豐銀行收購，但香港有利銀行仍繼續擔當發鈔銀行角色到1974年為止，此後逐漸從銀行界淡出。

### 社會公職

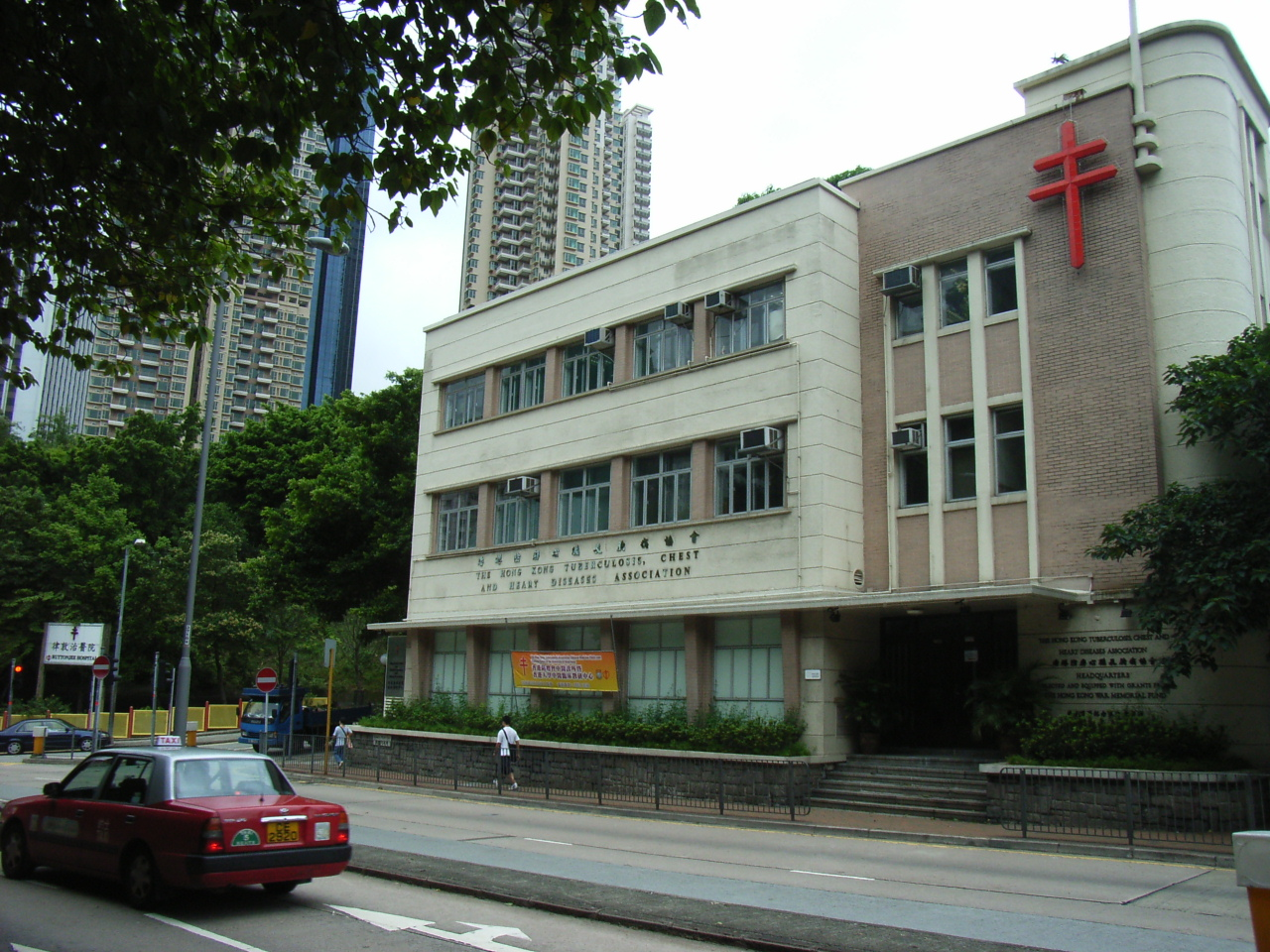
賓臣曾參與創辦香港防癆會，並於1963年至1964年任該會主席

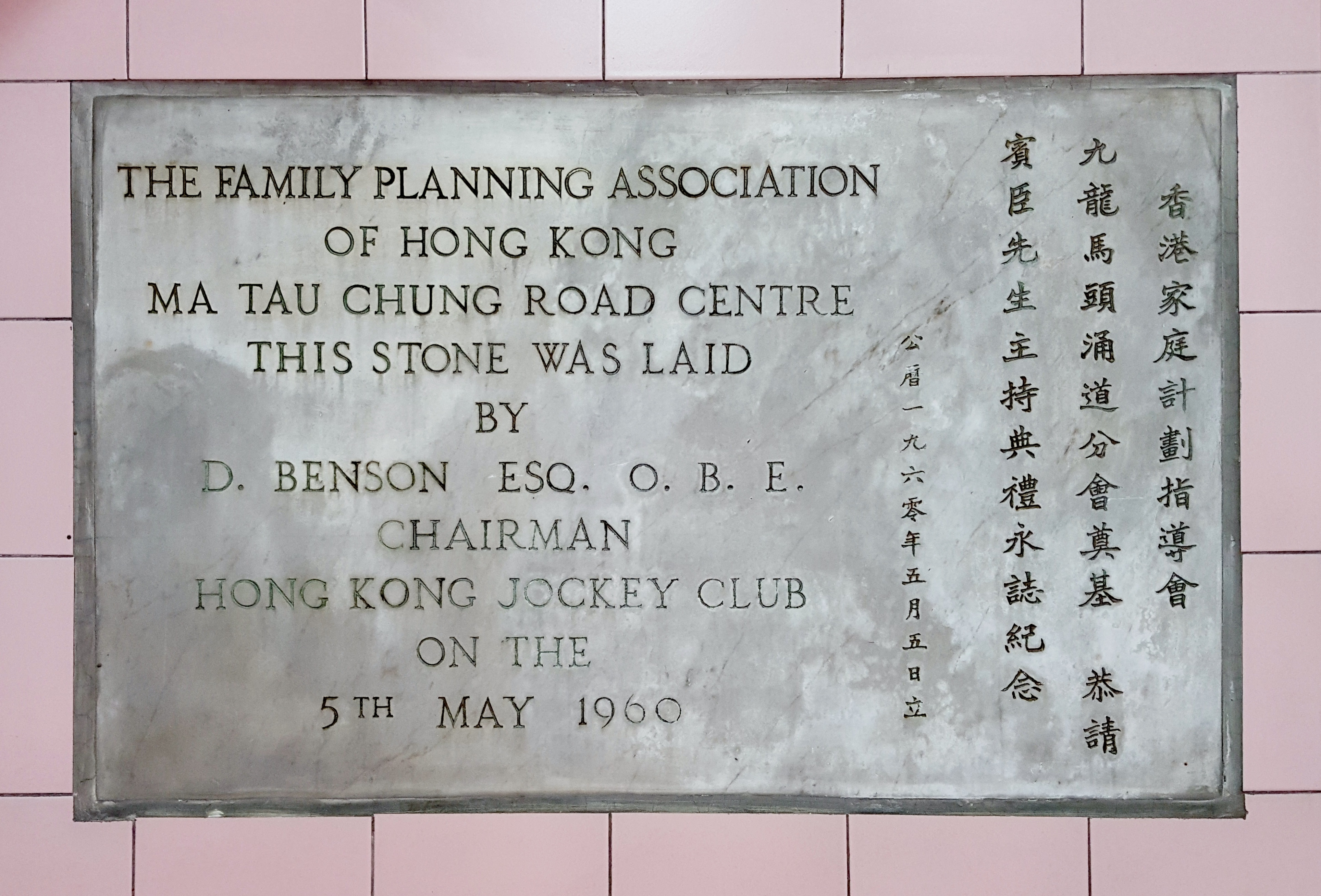
賓臣1960年5月5日為家庭計劃指導會九龍馬頭涌分會主持奠基

賓臣二戰前早於1937年11月至1941年11月獲港府奉委外匯基金諮詢委員會委員，以及在1940年7月至1941年12月出任戰時收益條例覆核委員會委員。戰後，他曾分別獲港府奉委徵用物業及分配委員會主席、銅鑼灣填海委員會主席和教育委員會委員，並在1946年至1953年間曾經兩度暫代離港休假的摩士爵士擔任行政局非官守議員。本身是非官守太平紳士的賓臣也歷任紳士法庭法官，1953年3月獲委任為特別裁判司，從有利銀行退休後，關注兒童福利的他也曾於1953年至1964年出任兒童法庭法官，任內經常對犯事的貧苦家庭兒童予以特別體恤。
除了港府的公職以外，賓臣在二戰後也曾在香港多家慈善團體擔任要職，當中包括香港遊樂場協會會長、香港保護兒童會執行委員會委員和民間娛軍福利委員會主席等，另外又參與香港兒童安置所、香港防止虐畜會和家庭計劃指導會的工作，並曾任拔萃女書院校董，以及於1959年至1964年出任香港童軍總會會長。賓臣也積極參與香港聖約翰救傷隊的工作，除了曾任該會理事會理事，也於1953年至1954年出任該會理事會主席一職。
賓臣還特別關注香港癆病肆虐的問題，他早於1940年2月已參與草創香港防癆會，同時獲推選為該會義務司庫。雖然防癆會的工作未幾因為香港淪陷而停頓，但戰後他旋於1948年10月聯同周錫年、J·H·律敦治、顏成坤、岑維休和李耀祥等中外士紳正式成立防癆會，並出任該會董事一職，翌年更獲選為董事會副主席，後來於1963年出任主席，到1964年6月退休。歷年來，他熱心參與防癆會的工作，除了多番透過電台和其他渠道呼籲社會各界捐款，每星期日更會專門到律敦治療養院的兒童病房，探望染上肺病的兒童。為肯定他在擔任社會公職方面的表現，他在1952年英女皇壽辰授勳名單當中獲英廷頒授OBE勳銜。
賓臣多年來參與社會公職，也曾經出現一些小風波。1956年6月，賓臣在香港足球總會前任會長郭贊推薦下當選為該會新任會長。然而，當時足總內部發生執委秦寧被指發表言論涉嫌冒犯馬來亞足球總會主席東姑阿都拉曼的事件，由於秦寧在足總會議發表有關言論期間有記者在場旁聽，導致有關言論被傳媒廣泛報導，使足總感到尷尬。有見及此，事後分別有執委先後提案建議日後禁止記者旁聽足總會議，但有關提議被指侵害新聞自由，結果都遭到否決。由於賓臣在兩次的表決期間仍未正式就任足總主席，所以他未有在執委會議中就提案投票，但由於他一直對外表態支持禁止記者旁聽足總會議，因此提案遭兩度否決後，他旋於同年8月宣佈決定放棄擔任足總會長一職，足總會長一職最終改由雷瑞德接任。

### 馬會主席

#### 慈善公益

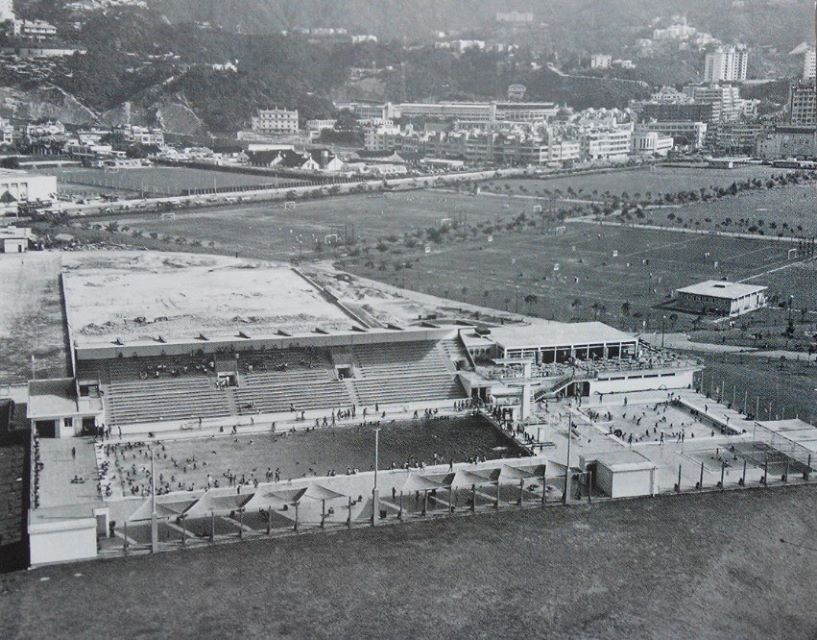
落成之初的維多利亞公園游泳池（已重建）

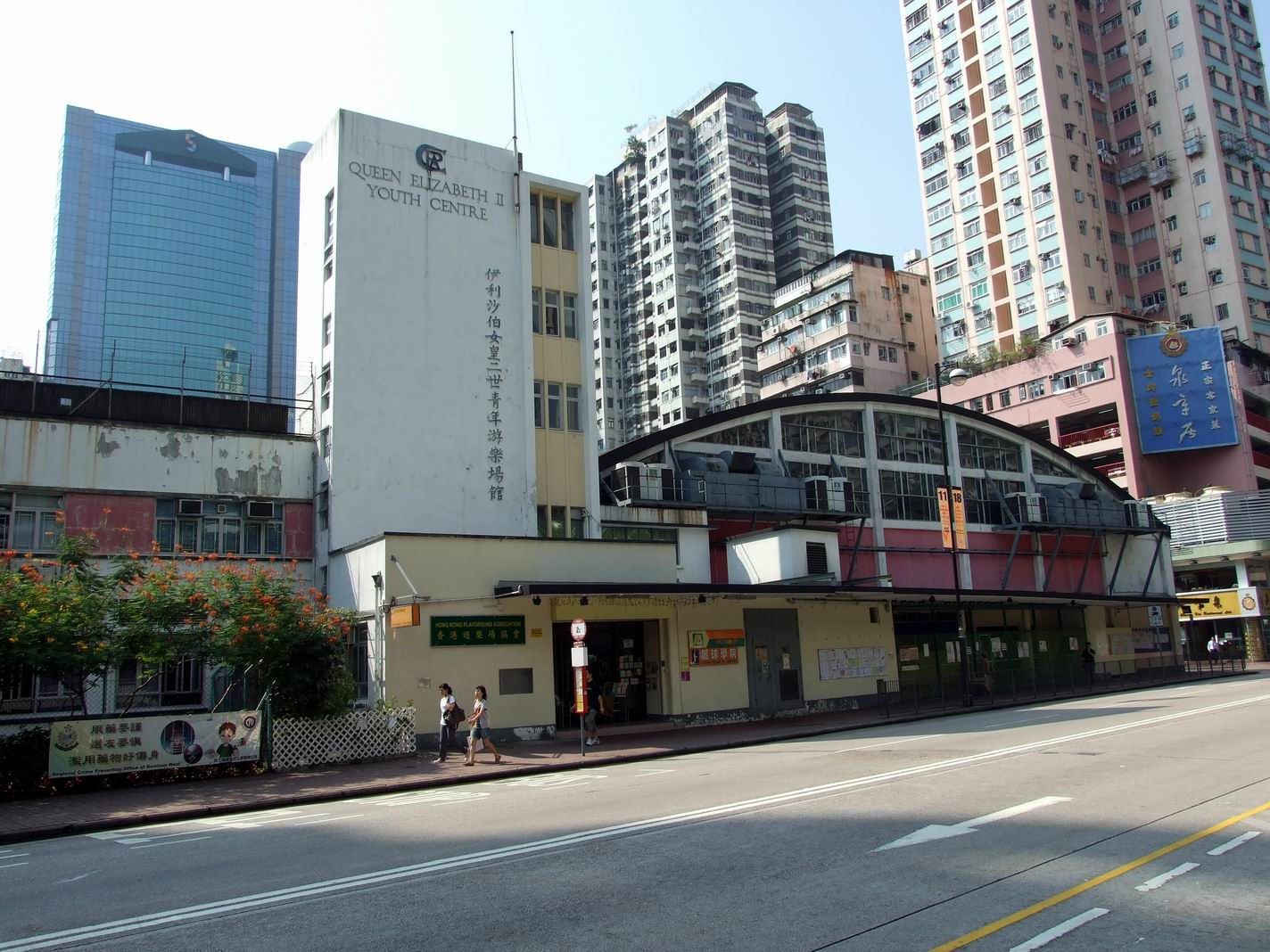
伊利沙伯女皇二世青年遊樂場館（已拆卸）

賓臣熱愛賽馬運動和馬術，早年在馬來亞已熱衷於馬球運動，他除了在新加坡和檳城兩地擔任馬球隊隊長，也在業餘賽馬中策騎出賽，並且是檳城賽馬公會（Penang Turf Club）會員。因此，當賓臣在1937年調來香港擔任有利銀行經理後，便立即加入香港賽馬會成為會員。二次大戰結束後，他旋於1947年當選為馬會董事，1952年從有利銀行退休後，他進一步於1953年3月獲選接替摩士爵士出任馬會主席。
二戰以後，隨著馬會從賽馬博彩和馬票博彩賺取可觀收益，再加上賓臣與多家慈善團體關係密切，促使馬會進一步積極投身於慈善公益事業，並於1955年正式決定把每年的盈餘撥捐慈善公益計劃。在這個背景下，賓臣擔任馬會主席期間先後作出多筆捐款，當中比較重大的捐款包括出資過百萬港元建成於1957年啟用的維多利亞公園游泳池。維園泳池由時任香港總督葛量洪爵士主持揭幕，除了是香港首座公眾游泳池，也是香港首個符合奧運標準的公眾泳池；當年賓臣與一眾馬會董事更表明，泳池要讓基層兒童享用，入場費也要訂在普羅大眾所能負擔的水平，所以泳池最初的成人和小童入場費分別只是港幣五毫和三毫。維園泳池運作五十多年後，才於2013年拆卸重建。
除了維園泳池，馬會還出資捐建於1953年落成的的伊利沙伯女皇二世青年遊樂場館（別稱九龍伊館），並在場館動土興建前邀得根德公爵太夫人在1952年主持奠基儀式；1953年5月和6月，賓臣又分別主持香港聖約翰救傷隊九龍支部會所和鑽石山真鐸聾啞學校新校舍之揭幕儀式，前者由馬會捐出佔建築費一半的25,000港元，後者則由馬會捐出建築費60,000港元。其他由馬會捐建的社區設施還計有由賓臣於1958年12月主持奠基的香港航海學校新校舍、同樣由他在1960年5月奠基的香港家庭計劃指導會九龍會所、1960年12月落成的香港仔賽馬會診療所、以及在1964年7月由他主持揭幕的筲箕灣賽馬會診所等等。在任馬會主席後期，賓臣促成馬會捐出513,000港元，協助香港大學醫學院興建於1966年1月落成啟用的利希慎醫科圖書館，而賓臣也順理成章成為圖書館啟用儀式的主禮人之一。
為了更有系統地作出捐款，賓臣於1959年成立香港賽馬會（慈善）有限公司，專責訂定捐款方針和模式，並與政府商討捐款用途，以確保捐款用得其所。多年以後，馬會於1993年再把公司改組為非牟利的賽馬會慈善信託基金，以信託基金形式繼續與政府和慈善團體合作，提供捐助。賓臣任內，馬會在香港社會扮演的慈善角色漸受肯定，因此得到港督柏立基爵士和殖民地部助理秘書W·I·J·華萊士（W. I. J. Wallace）等人穿針引線下，馬會於1960年獲英女皇伊利沙伯二世欽賜「皇家」名號，自此香港賽馬會遂更名為英皇御准香港賽馬會，一直到30多年後的1996年，鑑於香港主權移交臨近，馬會才復名為香港賽馬會。

#### 賽馬事務
在賽馬事務方面，鑑於賽馬博彩活動日益平民化，馬會唯一的跑馬地馬場自1960年代中期開始已經不敷應用，經常要在賽馬日掛起代表看台滿座的「紅旗」。雖然馬會在賓臣任內早於1964年已提出考慮增建一座全新的馬場，但經歷多年，馬會到賓臣卸任後的1969年才擴建跑馬地馬場，重建了看台和其他賽馬設施；而一直要到1971年10月，港府才原則上同意讓馬會在沙田新市鎮興建一座全新的沙田馬場，沙田馬場在1973年12月全面動工，到1978年10月方告落成啟用。
同時間，面對賽馬投注額日增，賓臣於1966年引入全新的派彩機器，縮短了派彩時間；另外又向港府建議由馬會開設場外投注站，容許市民在馬場以外也能夠合法下注，從而打擊非法外圍馬，惟港府以馬會賽馬仍未實行職業化為理由否決建議。事實上，當時的外圍馬活動十分活躍，地下外圍馬組織更不時企圖干預賽事結果，例如在1965年5月初，坊間流出謠傳賓臣因病逝世，5月15日周六馬季最後一天舉辦的打吡大賽會在第三場賽事過後腰斬。由於賓臣正好久未公開露面，以致謠言一時甚囂塵上，甚至於周五晚上剛從外地返港的馬會董事周錫年爵士也無法證實消息真偽。一直到打吡大賽當日，隨著賓臣現身馬場頒授獎盃和親自主持馬票攪珠儀式，再加上所有賽事如期舉行，有關謠言才不攻自破。輿論事後對於外圍馬組織涉嫌造謠的企圖眾說紛紜，有推測估計外圍馬組織可能擔心打吡日各場賽事都由熱門馬匹勝出，所以不願接受太多投注，又可能早已經收受了過多投注，於是便設法造謠減低投注意欲，以免負起沉重的派彩開支。
儘管面對外圍馬的問題，但賓臣本身是業餘賽馬出身，所他一直希望馬會賽馬維持業餘，也不希望引進職業騎師，結果終賓臣一任，馬會始終維持了業餘賽馬。賓臣卸任主席後，馬會在1969年至1970年爆出轟動一時的「毒馬案」醜聞，才於1971年決定把業餘賽馬轉為職業賽馬，並招攬彭福將軍擔任馬會總經理負責推動改革；其後再於1973年獲港府批准，正式設立場外投注站以接受場外的賽馬投注。
此外，賓臣在馬會主席任內曾經歷多宗墮馬事故，造成傷亡。1960年1月2日，冠軍騎師司馬克（Marcel Samarcq）在元旦翌日策騎「滿堂春」參與跑馬地馬場當日下午四時舉行的第四場賽事，當完成五分之四賽程的時候，司馬克突然墮馬，隨之被後上的馬匹踏中頭部，當場斃命，事後馬會為表哀悼而宣佈終止賽馬和退回彩票，做法屬於戰後首次。同年9月，賓臣分別設立司馬克紀念獎學基金和騎師福利基金，用以濟助遇上賽馬事故的騎師。可是，跑馬地在1961年1月21日舉行第一場賽事期間又發生墮馬事故，事件中共有三名騎師墮馬，其中策騎「花木蘭」出賽的李路（J. S. C. Neel）送院後傷重不治，而「花木蘭」也因傷被當場人道毀滅，馬會也因事故在第五場賽後宣佈停賽，並下半旗致哀。最後是1965年4月17日，跑馬地舉行復活節首天賽事，當天華籍騎師何煒航在第三場賽事策騎「盡我所能」出賽，結果在當年司馬克墮馬身亡的位置重演墮馬意外，何煒航送抵醫院後證實不治，而馬會也再一次宣佈終止當天第五場以後的賽事和下半旗致哀。何煒航隨後於4月20日出殯時，賓臣更率馬會一眾董事到場致悼。

#### 「潘華案」
賓臣任內還發生「潘華案」，案中主角潘華於1961年獲馬會邀請成為俗稱「紅牌」的見習騎師，同時成為馬會會員；不過，馬會後來卻查出潘華入會時虛報職業和出生日期，當中，他雖然報稱自己是商人，但實際上是消防員，而真實年齡是36歲而非報稱的30歲。有見及此，馬會於1962年10月提出革除他的會籍，並在同年11月獲馬會董事局開會通過。雖然如此，潘華仍然保留馬會見習騎師身份，但當他在1962年11月申請策騎「獨裁者」和「力騎」兩隻馬匹出賽時，卻未獲賓臣批准，主要理由是根據慣例「紅牌」騎師新加入的時候不應超過30歲，但潘華當初成為「紅牌」騎師時候，其真實年齡已經超過30歲，再加上他在申請馬會會籍一事上有欺瞞馬會之嫌，故認為他不宜出賽。
事後，潘華就自己被革除馬會會籍和被禁止策騎出賽兩事入稟高等法院控告馬會，除了要求馬會恢復其會籍和准許他出賽以外，又要求馬會就事件向他作出賠償。案件在1965年2月初於高院民事庭開審，馬會多名高層先後出庭應訊，其中賓臣在庭上指出，由於事態十分嚴重，馬會才決定革除潘華會籍，而禁止紅牌騎師出賽，則時有發生。然而，控方指出，馬會董事局開會商討革除潘華會籍一事，過程僅用15分鐘，從沒有就事件展開研訊，也從沒有邀請潘華本人親自解釋和上訴，對潘華構成不公。控方又指出，馬會後來發覺程序出錯，於1963年6月名義上恢復潘華會籍，但仍繼續禁止潘華出賽，對他構成損失。
經過連日審訊後，主審案件的高級副按察司李比爵士在1965年2月25日作出裁決，他認為潘華當初獲馬會邀請入會，馬會對其背景並非全不知情，再加上革除會籍一事程序出錯，對潘華構成不公；因此裁定潘華得值，並頒令馬會須全面恢復潘華會籍及其應得的會員權利，同時要就事件向他賠償1,100港元，但對於潘華要求高院頒令馬會不得拒絕其策騎出賽的申請，李比在裁決中則予以拒絕。

### 晚年生涯
賓臣從有利銀行退休後除了擔任馬會主席和多項社會公職以外，還獲多家私人機構羅致擔任董事職務，當中包括屈臣氏有限公司、城市酒店有限公司（City Hotels Limited）、香港電話有限公司、南洋紗廠有限公司、香港置地及代理公司（Hongkong Land Investment and Agency Co Ltd）、樂古印務有限公司和義澳印務公司等；另外又曾任青洲英坭有限公司主席和麗的呼聲（香港）有限公司主席，以及於1963年1月至1968年出任南華早報有限公司董事局主席。在工商界任職期間，他曾經爭取增加香港紡織業出口配額；又提倡設立工總聯會以維護工業界利益，後促成港府於1960年設立香港工業總會。
然而，賓臣後來健康狀況大不如前，他在1967年9月卸任馬會主席一職，結束前後14年的任期，由滙豐銀行大班桑達士接任；翌年，他又卸任已連續擔任21年的馬會董事一職，並相繼辭任所有工商界職務和社會公職。晚年的賓臣雖然長期患病，但他仍堅持定期到訪馬場觀看他喜愛的賽馬運動。1972年11月17日，賓臣於香港病逝，終年76歲，身後喪禮於11月21日下午2時30分在中環聖約翰座堂舉行，除了兩名兒子從英國趕到香港出席外，他的養女、多名生前好友、商界人士和政府高官都有出席。喪禮的扶靈人士包括時任馬會主席祁德尊爵士、富商裘槎、香港大學前校長賴廉士爵士、以及馬會董事梁德基醫生。賓臣的遺體隨後移奉哥連臣角火葬場火化，並根據其生前遺願，把骨灰散落將軍澳（Junk Bay）海面。賓臣身後，馬會曾舉辦賓臣杯賽馬賽事以為紀念，一直到1997年香港主權移交後才告停辦。

## 個人生活

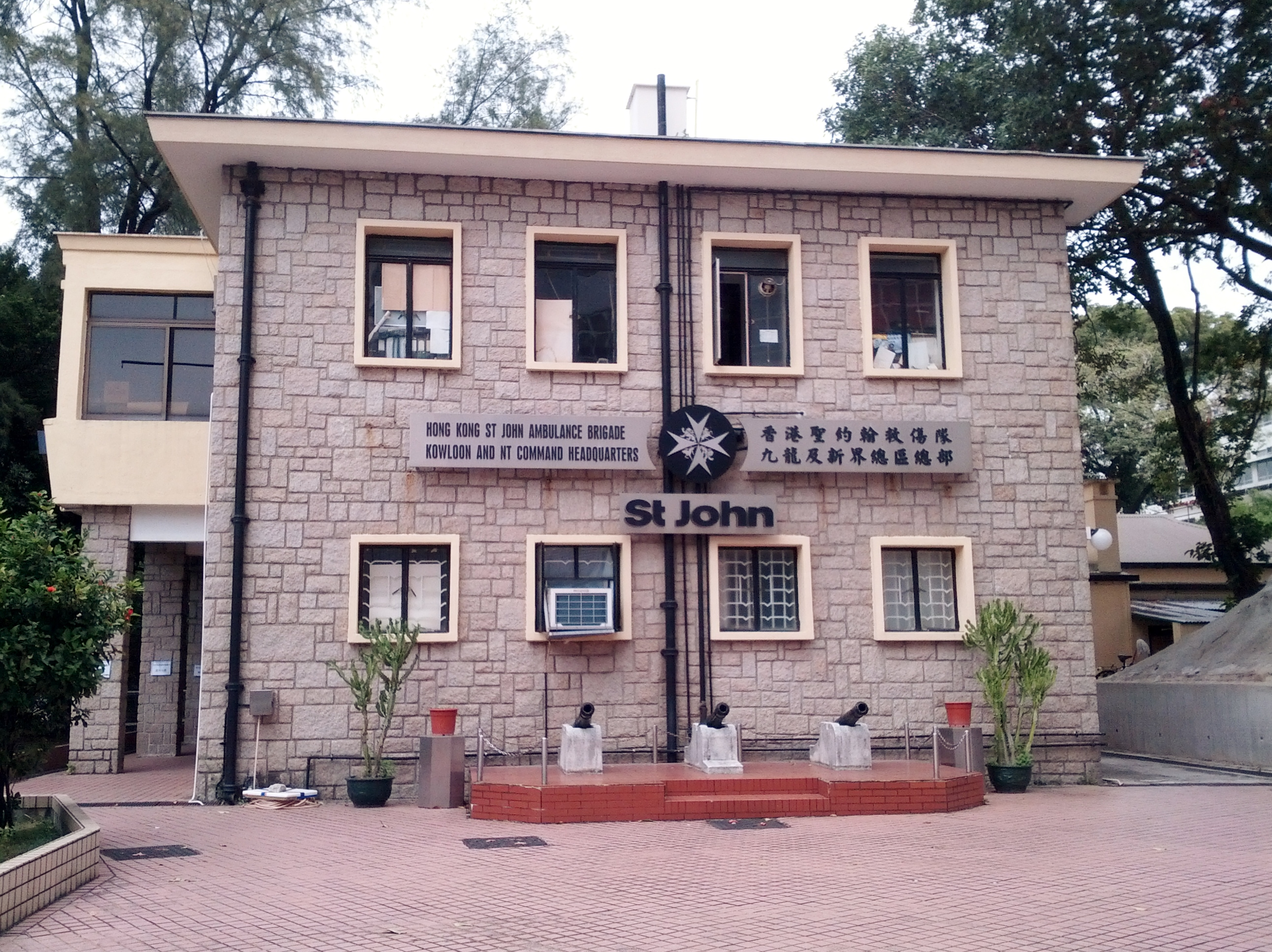
賓臣於1953年5月7日主持香港聖約翰救傷隊九龍支部會所揭幕儀式

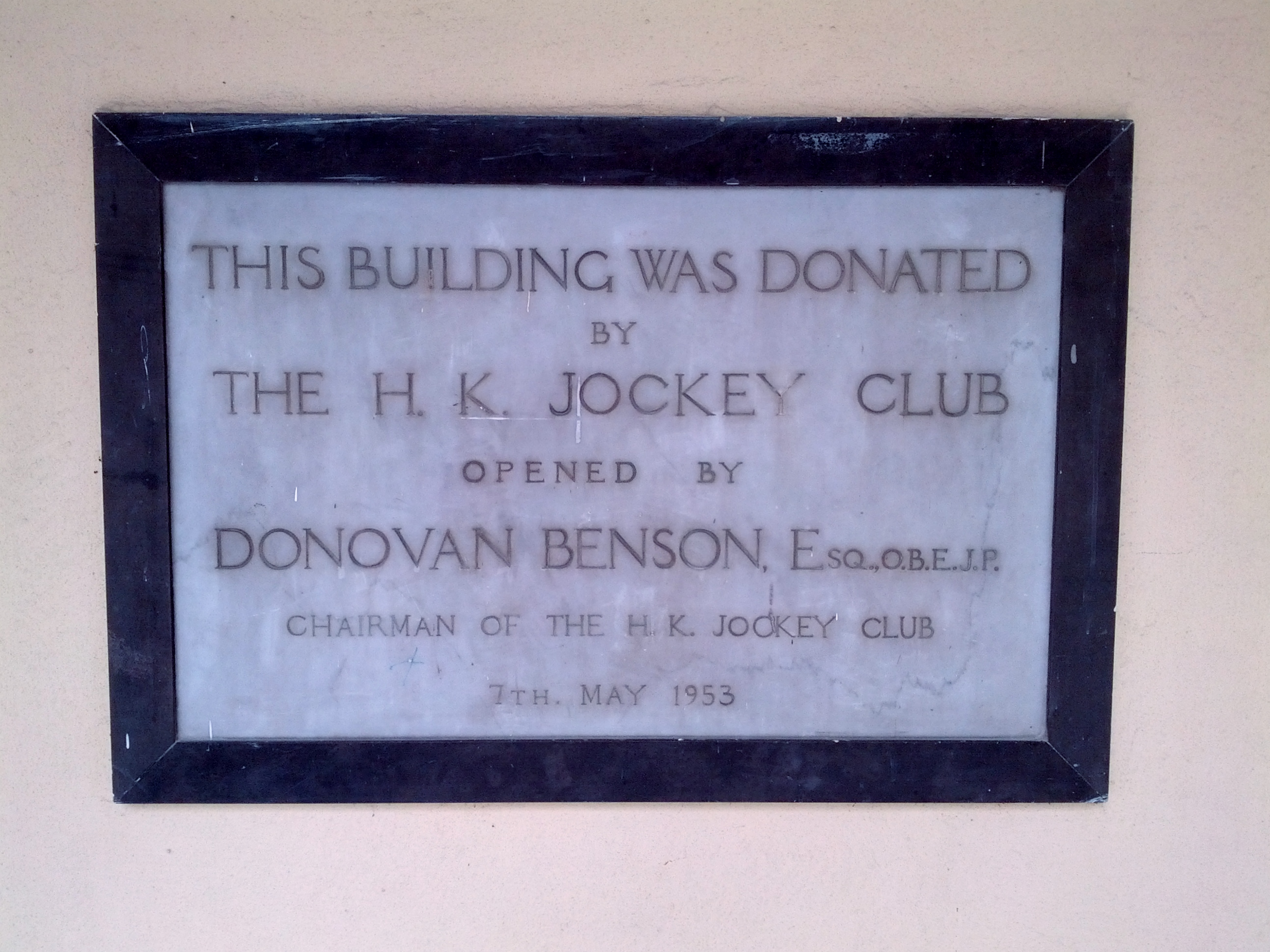
香港聖約翰救傷隊九龍支部會所的揭幕碑石

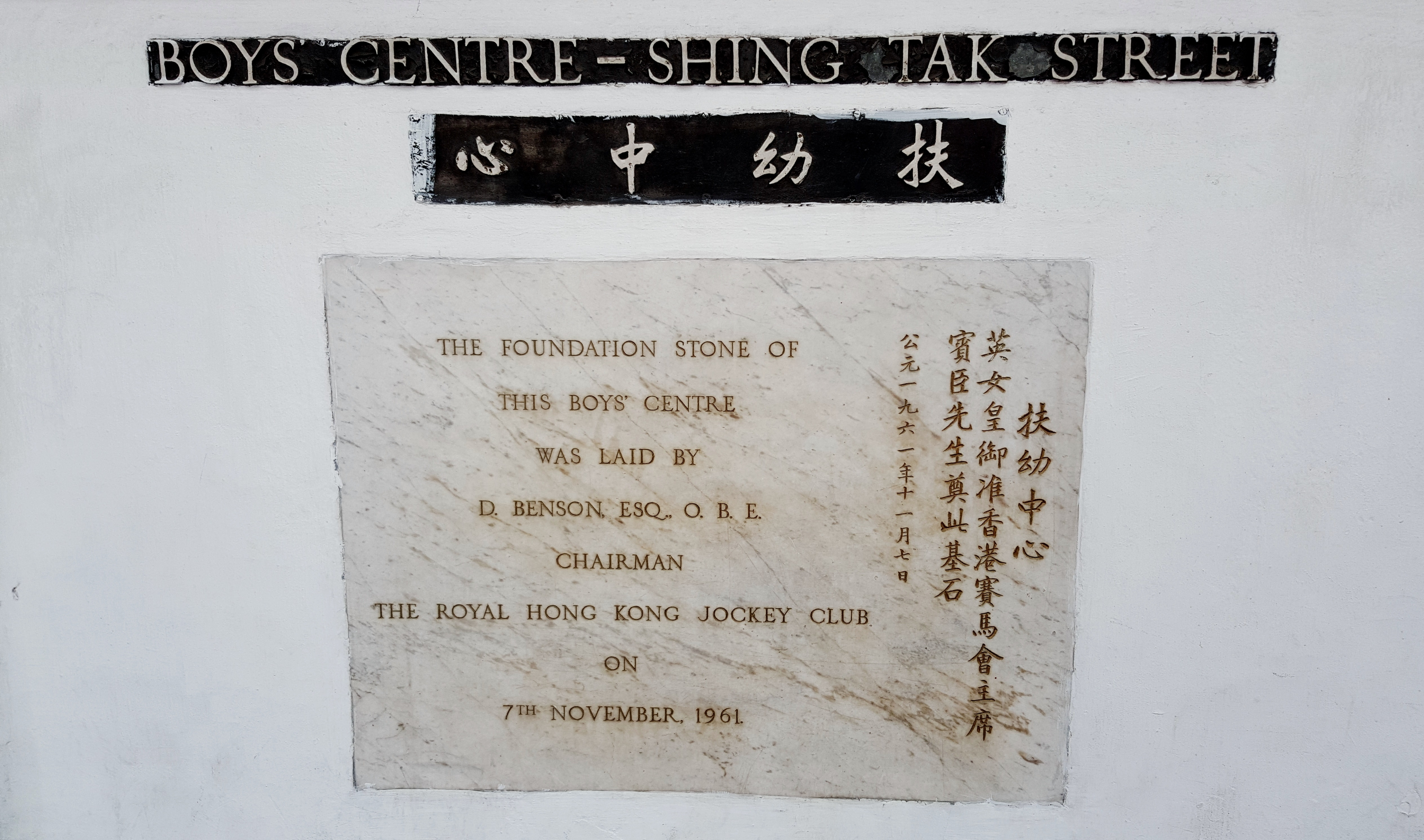
賓臣於1961年11月7日為盛德街的扶幼中心主持奠基

賓臣是英國聖公會信徒，有妻瑪麗·伊麗莎白·本森（Mary Elizabeth Benson），兩人於1923年在新加坡結婚，並育有兩子，長子多諾曼·羅伊·本森（Donovan Roy Benson，1925年－2009年）曾在皇家海軍從事測繪工作，擁有少校軍階；次子威廉·傑弗里·本森（William Geoffrey Benson，1928年－2010年）是專科醫生。除了兩名兒子，賓臣還有一名養女，名叫Patricia Lee，由於賓臣夫人早於1956年逝世，所以賓臣晚年長期患病的時候，都是由她照顧其起居生活的。
賓臣生前的興趣包括賽馬、馬球和狩獵運動，他是檳城賽馬公會和英皇御准香港賽馬會會員，並曾任後者主席和董事之職。賓臣也曾在香港馬會擁有多隻馬匹，早年有「再同」（Same Again）、「幾時」（Say When）、「護東家」（Wodonga），晚年也有「博德」（Paddy）、「賓錦」（Bunkum）和「愛爾蘭假期」（Irish Holiday）等等。
定居香港期間，賓臣曾長期寓居於香港島半山區花園道一號的聖約翰大廈頂樓，寓所僱有女傭和廚子各一。1962年12月26日，整屋人外出慶祝聖誕節，但返家後發現屋內一遍凌亂，有賊匪光顧的痕跡，經點算後發現損失現款千餘港元及鑽飾數件，總值四千餘港元；未幾，賓臣寓所在1963年4月26日清晨第二度失竊，損失飾款總值三千餘港元，當中包括三百多港元現金、鑽石腕錶、鑽戒、鑲鑽金手鐲和鑲鑽耳環等，兩宗案件均懸而未破。

## 榮譽

### 殊勳
- 以下列出榮譽全稱及縮寫：^ 
  - 檳城非官守太平局紳（J.P.） （1935年英皇壽辰授勳名單[17]）
  - 香港非官守太平紳士（J.P.） （1938年5月20日[20]）
  - 英帝國官佐勳章（O.B.E.） （1952年英女皇壽辰授勳名單[42]）

### 以他命名的事物
- 賓臣杯（Benson Cup）：由英皇御准香港賽馬會為紀念賓臣而舉辦的一項賽馬賽事，1997年香港主權移交後停辦。[81]

## 注腳
1. 1 2 3 4  Lee (1966), p. 17.
2. ↑  "Marriage-BENSON-GWYN" (May 1894)
3. 1 2  "Benson, William Roy Gwyn", Hackney Downs School Roll of Honour 1914-1918 In Memoriam (2013)
4. 1 2  Dickerman and Taylor (1946), p. 395.
5. ↑  Fabian News (1964)
6. ↑  "Benson, Wilfred", Merchant Taylors' School register, 1561-1934 (1936)
7. ↑  Burckel (1951), p. 44.
8. ↑  Kuntz and Murray (2011), p. 26.
9. ↑  "Benson, Gwyn", Merchant Taylors' School register, 1561-1934 (1936)
10. ↑  Families (1981), p. 162.
11. ↑  "Deaths" (3 October 1977)
12. 1 2 3  "Benson, D. (Donovan)", Hackney Downs School Roll of Honour 1914-1918 In Memoriam (2013)
13. 1 2 3 4 5  〈獎賞有功，署華民司鶴健士獲CMG，本報董事李耀祥獲OBE〉（1952年6月5日）
14. ↑  "Social and Personal" (16 July 1920)
15. 1 2 3 4 5 6 7 8 9 10 11 12 13 14  "Death of Mr D. Benson" (19 November 1972)
16. 1 2 3 4 5 6 7 8 9 10 11 12 13 14 15 16  "Tribute to Mr Donovan Benson" (22 November 1972)
17. 1 2  "Certificates Of Honour For Straits Settlements" (4 June 1935)
18. 1 2 3  "Mr. D. Benson" (12 February 1937)
19. 1 2 3 4  〈有利銀行總理賓臣行將退休〉（1952年7月25日）
20. 1 2  "No. 401" (20 May 1938)
21. 1 2 3 4  馬德和（造訪於2015年8月1日）
22. 1 2 3 4 5  Green and Kinsey (1999), p. 97.
23. 1 2  "No. 1449" (5 December 1941)
24. 1 2 3  Green and Kinsey (1999), p. 99.
25. 1 2  〈前有利銀行總理賓臣繼摩士任港馬會主席〉（1953年3月5日）
26. 1 2  〈有利銀行新廈開幕〉（1953年12月12日）
27. ↑  〈亞力山大大廈落成，商行紛紛遷入，有利銀行即將拆卸〉（1952年6月29日）
28. ↑  〈有利銀行行址改建十層大廈，現遷往中天行營業〉（1952年8月4日）
29. 1 2  The HSBC Group: Our Story (2013), p. 21.
30. ↑  "No. 863" (26 November 1937)
31. ↑  "No. 865" (2 August 1940)
32. ↑  "No. 1384" (21 November 1941)
33. ↑  〈兒童法庭法官，賓臣返英渡假〉（1953年6月21日）
34. ↑  鄭寶鴻（2014年），頁50。
35. ↑  〈修頓兒童福利會昨日舉行年會，賓臣蟬聯會長〉（1958年4月24日）
36. ↑  Kua (2011), p.425.
37. ↑  〈防癆會已成立〉（1940年3月25日）
38. 1 2  〈香港防癆會歡宴前主席賓臣退休，四董事獲頒勳銜〉（1964年9月4日）
39. ↑  《60周年紀念特刊》（2008年），頁46。
40. ↑  〈賓臣及李耀祥廣播呼籲捐助防癆會〉（1954年4月13日）
41. ↑  〈防癆會籌募經費盡全力撲滅肺癆〉（1963年5月7日）
42. 1 2  "Supplement to Issue 39555" (30 May 1952), p. 3030.
43. 1 2 3 4  〈賓臣當會長條件，要不准記者旁聽，結果因被執委否決只好辭職〉（1956年8月25日）
44. 1 2  "Penang Turf Club Sued" (10 October 1935)
45. 1 2 3  "The Hong Kong Jockey Club Archives: Charities & community" (retrieved on 1 August 2015)
46. ↑  "The Charities Trust: Overview" (retrieved on 1 August 2015)
47. 1 2 3 4  〈馬會捐助首個公眾泳池，維園泳池完成歷史任務〉（2013年9月6日）
48. ↑  〈旺角伊利沙伯青年館，全部新型建築〉（1953年4月9日）
49. ↑  〈新會所揭幕〉（1953年5月8日）
50. ↑  〈真鐸聾啞學校，新校舍賓臣啟鑰，馬會助六萬擴建成功〉（1953年6月7日）
51. ↑  〈馬會資助航海學校興建新堂，賓臣主持奠基禮〉（1958年12月13日）
52. ↑  〈家庭計劃會九龍支會定期舉行奠基禮〉（1960年5月4日）
53. ↑  〈馬會慨捐九十五萬元興建，香港仔診所開幕〉（1960年12月15日）
54. ↑  〈筲箕灣分科診所今日開幕禮〉（1964年7月15日）
55. ↑  Evans (1987), p. 202.
56. ↑  Coates (1983), pp. 289-290.
57. ↑  勞家樂（2015年1月19日）
58. 1 2 3  〈歷史及區內貢獻〉（2003年）
59. 1 2 3 4  〈下屆馬季結束後，主席賓臣退休〉（1966年10月7日）
60. 1 2  〈有力人士呼籲市民保持冷靜，切勿輕信謠言〉（1965年5月18日）
61. 1 2  〈打吡賽外圍賭馬集團搗鬼播謠言竟說馬會主席死了〉（1965年5月20日）
62. 1 2  〈馬會主席親臨攪珠謠言始行不攻自破〉（1965年5月20日）
63. ↑  〈彭福將軍退休真因〉（1979年5月1日）
64. ↑  〈歷史〉（造訪於2015年8月1日）
65. ↑  〈冠軍騎師司馬克墮馬喪生〉（1960年1月3日）
66. ↑  〈馬會撥十萬元作紀念司馬克獎學基金〉（1960年9月24日）
67. 1 2  〈騎師李路墮馬慘死〉（1961年1月22日）
68. ↑  〈何煒航墮馬慘死〉（1965年4月18日）
69. ↑  〈騎師何煒航昨出殯〉（1965年4月21日）
70. 1 2 3  〈馬會主席賓臣談潘華被革事〉（1965年2月17日）
71. 1 2  〈答覆施文大律師盤問時，承認潘華是優越騎師〉（1965年2月17日）
72. 1 2 3 4  〈潘華事件因早有決定，開會歷時僅十五分鐘〉（1965年2月18日）
73. 1 2 3  〈不准潘華出賽有錯誤，請法庭頒令予以干預〉（1965年2月19日）
74. 1 2  〈賽馬會主席賓臣作證，潘華虛報事實，故予革除會籍〉（1965年2月17日）
75. ↑  〈馬會主席賓臣供認早已決定革除潘華會籍，未有給予上訴解釋機會〉（1965年2月17日）
76. 1 2  〈紅牌騎師控吿馬會得直獲賠償千一百元，要騎馬尚待批准〉（1965年3月2日）
77. ↑  〈綿織業去年很困難，今年並未顯著好轉〉（1966年7月5日）
78. ↑  〈南洋紗廠股東年會，賓臣盼能早日組設工總聯會〉（1958年6月19日）
79. ↑  〈賽馬季如期下月開鑼，預料本屆定必盛況空前〉（1967年9月4日）
80. ↑  〈賽馬會週年大會，桑達士蟬聯主席〉（1968年9月28日）
81. 1 2  〈賽事日期:24/11/1996－沙田：第8場〉（造訪於2015年8月1日）
82. ↑  "Issue 59367" (19 March 2010)
83. ↑  "BENSON, Dr. William Geoffrey (Bill)" (August 2010)
84. ↑  〈葛量洪總督參觀馬之豢養及訓練〉（1953年11月12日）
85. ↑  〈賓臣 (主席) 1953-1967〉（造訪於2015年10月4日）
86. 1 2  〈馬會主席賓臣住宅被竊損失四千餘元〉（1962年12月28日）
87. ↑  〈馬會主席賓臣住宅昨晨第二次失竊，損失財物數千元〉（1963年4月27日）

### 英文資料
- "Marriage-BENSON-GWYN", Western Mail, May 1894.
- "Social and Personal", The Straits Times, 16 July 1920, p. 8.
- "Mr. D. Benson （页面存档备份，存于）", The Singapore Free Press and Mercantile Advertiser, 19 October 1922, p. 6.
- "Certificates Of Honour For Straits Settlements （页面存档备份，存于）", The Singapore Free Press and Mercantile Advertiser, 4 June 1935, p. 1.
- "Penang Turf Club Sued", The Singapore Free Press and Mercantile Advertiser, 10 October 1935, p. 10.
- Merchant Taylors' School register, 1561-1934. London: Merchant Taylors' School, 1936.
- "Mr. D. Benson （页面存档备份，存于）", The Singapore Free Press and Mercantile Advertiser, 12 February 1937, p. 6.
- "No. 863", The Hong Kong Government Gazette, 26 November 1937, p. 889.
- "No. 401", The Hong Kong Government Gazette, 20 May 1938, p. 385.
- "No. 865", The Hong Kong Government Gazette, 2 August 1940, p. 1243.
- "No. 1384", The Hong Kong Government Gazette, 21 November 1941, p. 1773.
- "No. 1449 （页面存档备份，存于）", The Hong Kong Government Gazette, 5 December 1941, p. 1884.
- Dickerman, Marion, and, Taylor, Ruth, Who's who in Labor. Dryden Press, 1946.
- Burckel, Christian E., Who's who in the United Nations. New York: C. E. Burckel & Associates, 1951.
- "Supplement to Issue 39555 （页面存档备份，存于）", London Gazette, 30 May 1952, p. 3030.
- Fabian News. Fabian Society, 1964.
- Lee, P. C., Hongkong Album. Hong Kong: P.C. Lee., 1966.
- "Death of Mr D. Benson", Sunday Post-Herald Vol. 23 No. 47, 19 November 1972, p. 2.
- "Tribute to Mr Donovan Benson", The South China Morning Post Vol. XXVIII No. 277, 22 November 1972, p. 8.
- "Deaths （页面存档备份，存于）", The Montreal Gazette, 3 October 1977, p. 39.
- Families. Ontario Genealogical Society, 1981.
- Coates, Austin, China Races. Hong Kong: Oxford University Press, 1983. ISBN 978-0-19581-541-2
- Evans, Dafydd Emrys, Constancy of Purpose: An Account of the Foundation and History of the Hong Kong College of Medicine and the Faculty of Medicine of The University of Hong Kong, 1887-1987 （页面存档备份，存于）. Hong Kong: Hong Kong University Press, 1987. ISBN 978-9-88220-086-9
- Green, Edwin, and, Kinsey, Sara, The Paradise Bank: The Mercantile Bank of India, 1893-1984. Ashgate: 1999.
- "Issue 59367 （页面存档备份，存于）", London Gazette, 19 March 2010, p. 4930.
- "BENSON, Dr. William Geoffrey (Bill) （页面存档备份，存于）", Telegraph Announcement, August 2010.
- Kua, Paul, Scouting in Hong Kong, 1910-2010. Hong Kong: Scout Association of Hong Kong, 2011. ISBN 978-9-62783-569-1
- Kuntz, Joëlle, and, Murray, Edmundo, "Leaders, Artists and Spies （页面存档备份，存于）", Centre William Rappard: Home of the World Trade Organization. Geneva : World Trade Organization, 2011. ISBN 978-9-28703-758-9
- The HSBC Group: Our Story （页面存档备份，存于）. UK: HSBC Holdings plc., 2013.
- Hackney Downs School Roll of Honour 1914-1918 In Memoriam.  UK: The Clove Club, 2013.
- "The Hong Kong Jockey Club Archives: Charities & community （页面存档备份，存于）", Hong Kong Memory, retrieved on 1 August 2015.
- "The Charities Trust: Overview", The Hong Kong Jockey Club, retrieved on 1 August 2015.

### 中文資料
- 〈防癆會已成立〉，《香港華字日報》第二張第三頁，1940年3月25日。
- 〈獎賞有功，署華民司鶴健士獲CMG，本報董事李耀祥獲OBE〉，《華僑日報》第二張第一頁，1952年6月5日。
- 〈亞力山大大廈落成，商行紛紛遷入，有利銀行即將拆卸〉，《香港工商日報》第五頁，1952年6月29日。
- 〈有利銀行總理賓臣行將退休〉，《香港工商日報》第六頁，1952年7月25日。
- 〈有利銀行行址改建十層大廈，現遷往中天行營業〉，《華僑日報》第二張第一頁，1952年8月4日。
- 〈前有利銀行總理賓臣繼摩士任港馬會主席〉，《華僑日報》第二張第二頁，1953年3月5日。
- 〈旺角伊利沙伯青年館，全部新型建築〉，《華僑日報》第二張第四頁，1953年4月9日。
- 〈新會所揭幕〉，《華僑日報》第二張第一頁，1953年5月8日。
- 〈真鐸聾啞學校，新校舍賓臣啟鑰，馬會助六萬擴建成功〉，《華僑日報》第二張第一頁，1953年6月7日。
- 〈兒童法庭法官，賓臣返英渡假〉，《華僑日報》第二張第一頁，1953年6月21日。
- 〈葛量洪總督參觀馬之豢養及訓練〉，《華僑日報》第二張第二頁，1953年11月12日。
- 〈有利銀行新廈開幕〉，《香港工商日報》第五頁，1953年12月12日。
- 〈賓臣及李耀祥廣播呼籲捐助防癆會〉，《香港工商日報》第六頁，1954年4月13日。
- 〈賓臣當會長條件，要不准記者旁聽，結果因被執委否決只好辭職〉，《香港工商日報》第七頁，1956年8月25日。
- 〈修頓兒童福利會昨日舉行年會，賓臣蟬聯會長〉，《香港工商日報》第八頁，1958年4月24日。
- 〈南洋紗廠股東年會，賓臣盼能早日組設工總聯會〉，《香港工商日報》第五頁，1958年6月19日。
- 〈馬會資助航海學校興建新堂，賓臣主持奠基禮〉，《香港工商日報》第七頁，1958年12月13日。
- 〈冠軍騎師司馬克墮馬喪生〉，《大公報》第二張第五版，1960年1月3日。
- 〈家庭計劃會九龍支會定期舉行奠基禮〉，《香港工商日報》第七頁，1960年5月4日。
- 〈馬會撥十萬元作紀念司馬克獎學基金〉，《香港工商日報》第五頁，1960年9月24日。
- 〈馬會慨捐九十五萬元興建，香港仔診所開幕〉，《香港工商日報》第五頁，1960年12月15日。
- 〈騎師李路墮馬慘死〉，《香港工商日報》第五頁，1961年1月22日。
- 〈馬會主席賓臣住宅被竊損失四千餘元〉，《香港工商日報》第六頁，1962年12月28日。
- 〈馬會主席賓臣住宅昨晨第二次失竊，損失財物數千元〉，《香港工商日報》第五頁，1963年4月27日。
- 〈防癆會籌募經費盡全力撲滅肺癆〉，《華僑日報》第三張第四頁，1963年5月7日。
- 〈筲箕灣分科診所今日開幕禮〉，《香港工商日報》第五頁，1964年7月15日。
- 〈香港防癆會歡宴前主席賓臣退休，四董事獲頒勳銜〉，《香港工商日報》第五頁，1964年9月4日。
- 〈馬會主席賓臣談潘華被革事〉，《大公報》第二張第五版，1965年2月17日。
- 〈馬會主席賓臣供認早已決定革除潘華會籍，未有給予上訴解釋機會〉，《香港工商日報》第六頁，1965年2月17日。
- 〈答覆施文大律師盤問時，承認潘華是優越騎師〉，《香港工商日報》第六頁，1965年2月17日。
- 〈賽馬會主席賓臣作證，潘華虛報事實，故予革除會籍〉，《華僑日報》第二張第二頁，1965年2月17日。
- 〈潘華事件因早有決定，開會歷時僅十五分鐘〉，《香港工商日報》第五頁，1965年2月18日。
- 〈不准潘華出賽有錯誤，請法庭頒令予以干預〉，《華僑日報》第二張第二頁，1965年2月19日。
- 〈紅牌騎師控吿馬會得直獲賠償千一百元，要騎馬尚待批准 （页面存档备份，存于）〉，《南洋商報》第八頁，1965年3月2日。
- 〈何煒航墮馬慘死〉，《香港工商日報》第四頁，1965年4月18日。
- 〈騎師何煒航昨出殯〉，《大公報》第二張第五版，1965年4月21日。
- 〈有力人士呼籲市民保持冷靜，切勿輕信謠言〉，《華僑日報》第二張第一頁，1965年5月18日。
- 〈打吡賽外圍賭馬集團搗鬼播謠言竟說馬會主席死了 （页面存档备份，存于）〉，《南洋商報》第十七頁，1965年5月20日。
- 〈馬會主席親臨攪珠謠言始行不攻自破〉，《南洋商報》第十七頁，1965年5月20日。
- 〈綿織業去年很困難，今年並未顯著好轉〉，《大公報》第一張第四版，1966年7月5日。
- 〈下屆馬季結束後，主席賓臣退休〉，《香港工商日報》第四頁，1966年10月7日。
- 〈賽馬季如期下月開鑼，預料本屆定必盛況空前〉，《華僑日報》第一張第四頁，1967年9月4日。
- 〈賽馬會週年大會，桑達士蟬聯主席〉，《香港工商日報》第七頁，1968年9月28日。
- 〈彭福將軍退休真因〉，《香港工商日報》第三頁，1979年5月1日。
- 〈歷史及區內貢獻〉，《沙田馬場與我共成長》。香港：香港賽馬會，2003年。
- 《60周年紀念特刊》。香港：香港防癆心臟及胸病協會，2008年。
- 〈馬會捐助首個公眾泳池，維園泳池完成歷史任務 （页面存档备份，存于）〉，《文匯報》，2013年9月6日。
- 鄭寶鴻著，《默默向上游：香港五十年代社會影像 （页面存档备份，存于）》。香港：商務印書館，2014年。ISBN 978-9-62075-626-9
- 勞家樂撰，〈馬會130周年〉，《香港電台新聞部網誌》，2015年1月19日。
- 馬德和著，〈香港有利銀行紙幣發行資料初探 （页面存档备份，存于）〉，造訪於2015年8月1日。
- 〈歷史〉，《香港賽馬會》，造訪於2015年8月1日。
- 〈賽事日期:24/11/1996－沙田：第8場 （页面存档备份，存于）〉，《香港賽馬會》，造訪於2015年8月1日。
- 〈賓臣 (主席) 1953-1967 （页面存档备份，存于）〉，《講馬港歷史》，造訪於2015年10月4日。

## 外部連結
- 香港賽馬會 （页面存档备份，存于）
- 講馬港歷史 （页面存档备份，存于）
  - 賓臣 (主席) 1953-1967 （页面存档备份，存于）

| 商界職務              | 商界職務                                 | 商界職務                      |
| --------------------- | ---------------------------------------- | ----------------------------- |
| 前任者： 堅地尼       | 有利銀行香港經理 1937年–1952年           | 繼任者： 區樂臣               |
| 其他職務              |                                          |                               |
| 前任： 摩士爵士       | 香港賽馬會主席 1953年－1960年            | 繼任： 英皇御准香港賽馬會主席 |
| 前任： 香港賽馬會主席 | 英皇御准香港賽馬會主席 1960年－1967年    | 繼任： 桑達士議員             |
| 非組織職務            |                                          |                               |
| 前任： 麥景陶         | 香港聖約翰救傷隊理事會主席 1953年–1954年 | 繼任： 高德                   |
| 前任： 馬登           | 香港童軍總會會長 1959年–1964年           | 繼任： 羅仕議員               |
| 前任： 周錫年爵士     | 香港防癆會主席 1963年–1964年             | 繼任： 鄧律敦治議員           |